# Magnac-Laval
Magnac-Laval este o comună în departamentul Haute-Vienne din centrul Franței. În 2009 avea o populație de 1.850 de locuitori.

## Evoluția populației
| An        | 1975  | 1982  | 1990  | 1999  | 2006  | 2009  |
| --------- | ----- | ----- | ----- | ----- | ----- | ----- |
| Populație | 2.599 | 2.372 | 2.266 | 1.978 | 1.978 | 1.850 |